# Ecthoea
Ecthoea is een kevergeslacht uit de familie van de boktorren (Cerambycidae). De wetenschappelijke naam van het geslacht werd voor het eerst geldig gepubliceerd in 1858 door Pascoe.

## Soorten
Ecthoea is monotypisch en omvat slechts de volgende soort:
- Ecthoea quadricornis (Olivier, 1792)